# Gottfried Graustein
Gottfried Graustein (* 10. Mai 1932 in Striegau, Kreis Striegau, Provinz Niederschlesien; † 24. Juni 2024 in Leipzig) war ein deutscher Anglist und Hochschullehrer.

## Leben und Wirken
Gottfried Graustein studierte nach seiner 1950 absolvierten Reifeprüfung in Lützen Anglistik und Sprachwissenschaft an der Universität Leipzig und schloss 1954 mit der Prüfung zum Diplom-Anglisten ab. Zunächst arbeitete er längere Zeit am Universitätsarchiv Leipzig, konnte dann 1970 jedoch die Lehrbefähigung als Dozent für Englische Sprache an der Universität Leipzig erwerben. Im Jahre 1963 promovierte er dort mit einer Dissertation über Doris Lessing. Im Jahre 1975 habilitierte er sich und erhielt 1976 eine Professur für Anglistik an der Universität Leipzig, die er bis 1995 innehatte. Durch seine Arbeiten zur englischen Grammatik und Linguistik wurde er zu einem führenden Fachwissenschaftler auf diesem Gebiet in der DDR. Sein Lehrbuch "English Grammar" wurde zu einem Standardwerk. Außerdem wirkte er an der Verwaltung und dem Neuaufbau des Faches Anglistik an seiner Universität nach der Wende 1989/90 führend mit. Neben seinen Arbeiten auf dem Gebiet der Linguistik betätigte sich Graustein als Übersetzer von Werken Jonathan Swifts.

## Veröffentlichungen (Auswahl)
- (Übers.): Richard Wright / Black Boy. Reclam, Leipzig 1970.
- (Übers.): Jonathan Swift / Ausgewählte Werke. Drei Bände. Insel-Verlag, Frankfurt am Main 1972 (erschien zuerst 1967 im Aufbau-Verlag).
- mit Wolfgang Thiele: Englische Zeichensetzung. Verlag Enzyklopädie, Leipzig 1975 (4. Aufl. 1987, ISBN 3-324-00199-4).
- (Mitautor): English grammar. A university handbook. Verlag Enzyklopädie, Leipzig 1977 (5. Aufl. 1987).
- (Übers.): Jonathan Swift / Respektlose Schriften. Reclam, Leipzig 1979.
- (Übers., mit Karl Heinz Berger): Jonathan Swift / Betrachtungen über einen Besenstil. Satiren. Eulenspiegel-Verlag, Berlin 1984.
- (Mithrsg.): Beiträge zur englischen Textlinguistik. Akademie der Wissenschaften der DDR, Zentralinstitut für Sprachwissenschaft, Berlin 1985.
- mit Wolfgang Thiele: Properties of English texts. Verlag Enzyklopädie, Leipzig 1987, ISBN 3-324-00009-2.
- mit Gerhard Leitner (Hrsg.): Reference grammars and modern linguistic theory (= Linguistische Arbeiten. Bd. 226). Niemeyer, Tübingen 1989, ISBN 3-484-30226-7.

Außerdem zahlreiche Aufsätze in Fachzeitschriften.
Festschrift
- Mechthild Reinhardt, Wolfgang Thiele (Hrsg.): Grammar and text in synchrony and diachrony. In honour of Gottfried Graustein. Vervuert, Frankfurt am Main 1997, ISBN 3-89354-263-9.